# Tuczępy (gmina)
Pour les articles homonymes, voir Tuczępy.
Tuczępy est une gmina rurale du powiat de Busko, Sainte-Croix, dans le centre-sud de la Pologne. Son siège est le village de Tuczępy, qui se situe environ 21 km à l'est de Busko-Zdrój et 49 km au sud-est de la capitale régionale Kielce.
La gmina couvre une superficie de 83,74 km2 pour une population de 3 900 habitants.

## Géographie
La gmina inclut les villages de Brzozówka, Chałupki, Dobrów, Góra, Grzymała, Januszkowice, Jarosławice, Kargów, Nieciesławice, Niziny, Podlesie, Rzędów, Sachalin, Sieczków, Tuczępy et Wierzbica.
La gmina borde les gminy de Gnojno, Oleśnica, Rytwiany, Staszów, Stopnica et Szydłów.